# Dompierre-sur-Veyle
Dompierre-sur-Veyle es una comuna francesa situada en el departamento de Ain, de la región de Auvernia-Ródano-Alpes.

## Demografía
| 705 | 662 | 632 | 745 | 828 | 968 | 1 147 | 1 175 | 1 169 |
| Para los censos de 1962 a 1999 la población legal corresponde a la población sin duplicidades (Fuente: INSEE [Consultar]) |     |     |     |     |     |       |       |       |